# Анастасије (конзул 517)
Флавије Анастасије Павле Проб Сабинијан Помпеј Анастасије ( флоруит 517. године) је био политичар Источног римског царства .

## Живот
Анастасије је био син Сабинијана, конзула 505. године, и нећаке цара Анастасија I, што га је учинило царевим нећаком. Можда је био брат Флавија Анастасија Павла Проба Москијана Проба Магнуса, конзула 518. године. Био је ожењен ванбрачном ћерком царице Теодоре, чије име није сачувано. Имали су једног сина Анастасија, који се оженио Јулијаном, ћерком Проба (конзула 525) .
Конзулство је обављао 517. године. Његов конзуларни диптих чува се у Националној библиотеци Француске . Према натпису ( CIL В, 8120 CIL XIII, 10032 ) носио је почасну титулу цомес доместицорум екуитум.